# Florence Emptaz
Florence Emptaz, née le 25 avril 1965 à Saint-Omer, est une écrivaine française.
Cette agrégée de lettres modernes a soutenu en 1999 une thèse de doctorat (Université de Lille III) sur Flaubert :  Pour une orthopédie revue et corrigée, et a, dans son prolongement, mené de nombreux travaux de recherche sur Flaubert et Maupassant,.
Elle a quitté l'Éducation nationale en 2007 pour se consacrer à l’écriture.

## Publications
En 2002, elle publie un essai, Aux pieds de Flaubert chez Grasset, qui envisage les relations particulières que Gustave Flaubert entretenait avec la médecine, et la façon dont son œuvre transcrit ce rapport problématique,.
En 2009 paraît Fête des Mères, son premier récit, chez Stock. Elle y trace le portrait d’une mère impensable qui a laissé derrière elle son mari et ses deux filles pour vivre une vie nouvelle. Ce récit, à l’écriture droite et limpide, tente, par de multiples approches, d’expliquer l’inexplicable. Combinant analyse et émotion, il explore l’absence, met en mot les silences et les dénis d’une femme qui a oublié d’être mère.
En 2011, Fête des Mères parait en format poche chez J’ai lu.
En 2011 paraît Divorces, chez Stock. Ce récit cerne la condition des divorcés et de leurs enfants. Il décrit leur mal-être, leurs tâtonnements et leurs dérapages, et tente de répondre à cette question : comment parvenir à se construire sur ce qui, d’abord, vous a détruit?

## Exploitations pédagogiques
Fête des Mères a été exploité à plusieurs reprises en milieu scolaire : en lycée, tantôt avec des 1res L travaillant la question du biographique, tantôt avec des 2des au cours de séquences sur l’éloge et le blâme.
En collège, en étude de texte intégral, au cours de séquences sur l’autobiographie ou le portrait.